# Vliegveld

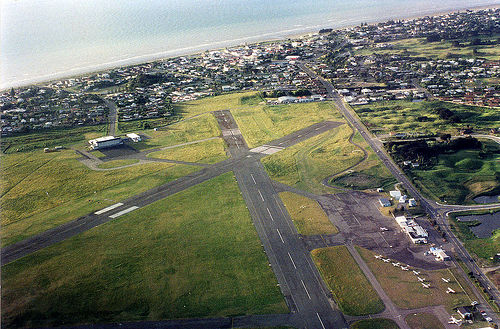
Kapiti Coast Airport in Nieuw-Zeeland

Een vliegveld is een luchtvaartterrein met een of meer startbanen waar vliegtuigen kunnen opstijgen en landen.
Een luchthaven is een groter vliegveld dat ingericht is op de aankomst en het vertrek van passagiers en goederen, meestal met speciale accommodaties zoals toiletten, winkels en wachtruimten.
Een militair vliegveld wordt een vliegbasis of vliegkamp genoemd, een helikopterlandingsplaats een helihaven. In sommige gevallen worden vliegvelden gebruikt voor zowel de burgerluchtvaart als de militaire luchtvaart. Vaak worden dan de startbanen gemeenschappelijk gebruikt, maar zijn de andere faciliteiten gescheiden. Een voorbeeld van een vliegveld met een gemeenschappelijk burgerlijke en militaire functie is Vliegbasis Eindhoven.
Met uitzondering van de kleinste vliegvelden heeft elk vliegveld een communicatiepunt van waaruit luchtverkeersleiders de uitgaande en binnenkomende vliegbewegingen coördineren. Luchthavens voor passagiersvervoer hebben incheckpunten voor passagiers en bemanning.

## Geschiedenis en ontwikkeling

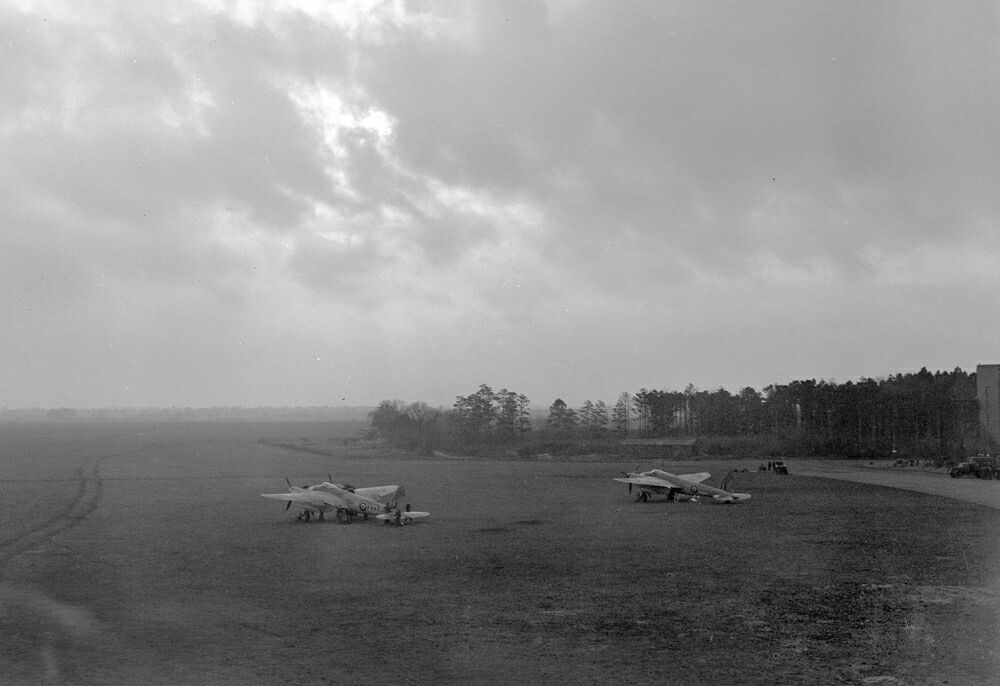
Twee De Havilland Mosquito's op een RAF (gras)vliegveld in Engeland

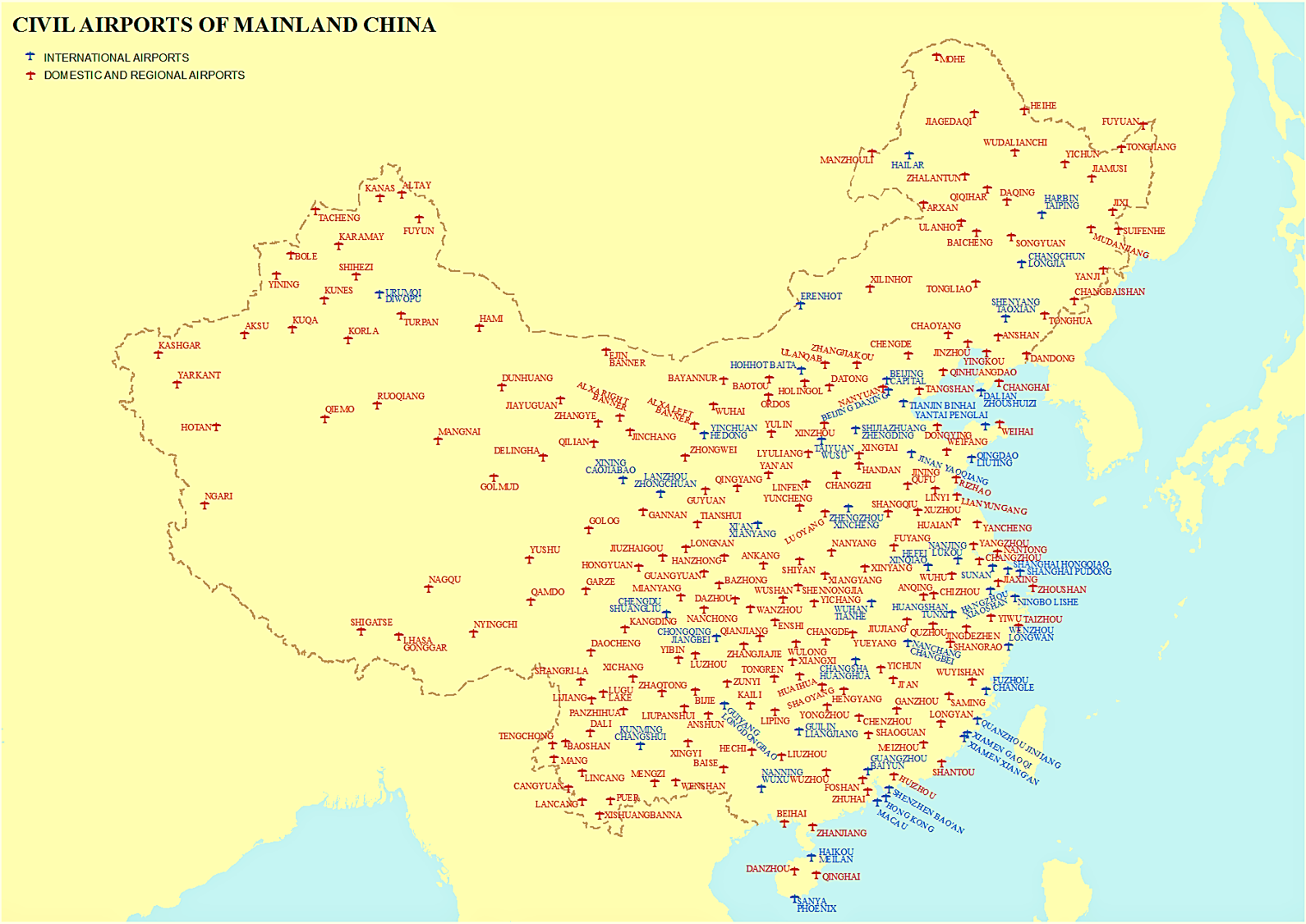
Aantal luchthavens in China in 2017

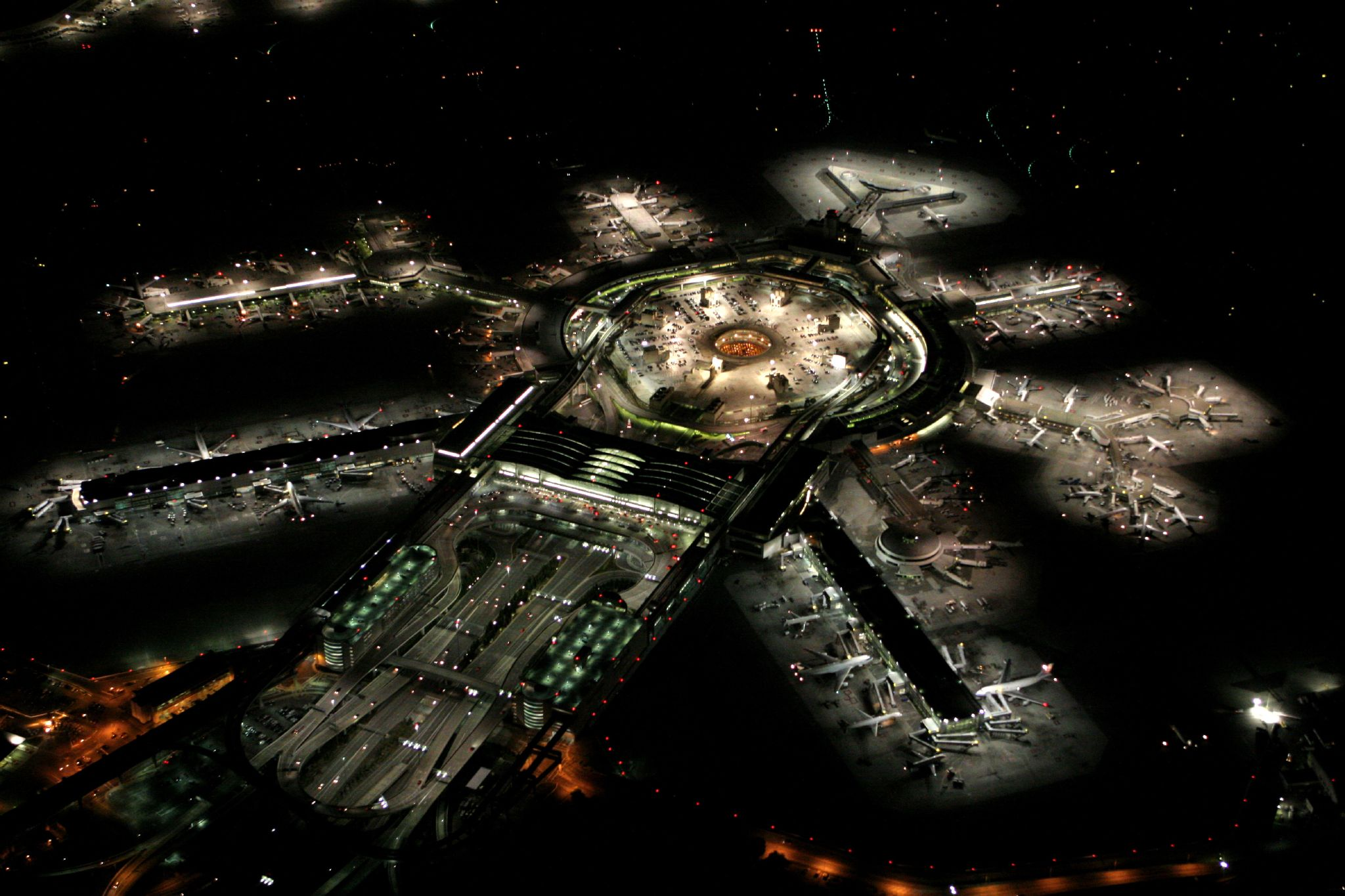
San Francisco International Airport bij nacht

De eerste plaatsen waar vliegtuigen opstegen en landden waren grasvelden. Het vliegtuig kon van elke hoek aan komen vliegen al naargelang de windrichting. Een kleine verbetering waren dirt-only-velden, die bij droog weer de wrijving van het gras verminderden. Uiteindelijk werden ze vervangen door verharde oppervlakten die landingen bij alle weersomstandigheden overdag en 's nachts mogelijk maakten.
De titel "het oudste vliegveld ter wereld" wordt betwist, maar het College Park Airport in Maryland, US, opgericht in 1909 door Wilbur Wright, wordt meestal gezien als het oudste volledig operationele vliegveld.
Andere vliegvelden die reeds jaren als zodanig in gebruik zijn:
- Het Vliegveld Kiewit nabij Hasselt in Belgisch Limburg en het Vliegveld Brasschaat nabij Antwerpen zijn actief sedert 1909.[3]
- Luchthaven Bremen werd geopend in 1913 en wordt nog steeds gebruikt.
- Luchthaven Schiphol werd geopend op 16 september 1916 als militair vliegveld en accepteerde general aviation vanaf 17 december 1920.
- Sydney Airport in Sydney, Australië geopend in januari 1920.[4]
- Luchthaven Rome Ciampino werd in 1916 geopend, maar is een paar keer gesloten geweest voor non-scheduled verkeer.

Het eerste gebruik van de term "airport" verscheen in een krantenartikel uit 1919, in een referentie naar Bader Field in Atlantic City, New Jersey.
Het groeiende vliegverkeer tijdens de Eerste Wereldoorlog leidde tot de aanleg van vliegvelden. Vliegtuigen moesten deze van bepaalde richtingen aanvliegen wat leidde tot hulpmiddelen om de landingsrichting en de landingshoek te bepalen.
Na de oorlog voegden sommige militaire vliegvelden accommodaties toe om passagiers af te handelen. Een van de eerste was de luchthaven Le Bourget in Le Bourget bij Parijs. Het eerste internationale vliegveld dat opende was Croydon Airport in Zuid-Londen, hoewel er toen al 9 maanden een vliegveld in Hounslow als zodanig had dienstgedaan. In 1922 werd het eerste vliegveld uitsluitend voor commerciële luchtvaart geopend in Königsberg in Duitsland. De vliegvelden uit die tijd waren bestraat, wat zowel nachtvluchten als zwaardere toestellen mogelijk maakte.
De eerste verlichting werd aan het einde van de jaren twintig aangebracht; in de jaren dertig begon men het Approach lighting system te gebruiken. Dit gaf de goede richting en daalsnelheid aan. De kleuren en knipperintervallen van de lichten werden standaard onder de International Civil Aviation Organization (ICAO).
Na de Tweede Wereldoorlog werd het vliegveldontwerp ingenieuzer. Passagiersgebouwen werden samen in een cirkel gezet, met startbanen in groepen rond de luchthaven.
De luchthavenconstructie groeide sterk in de jaren zestig met het toenemende straalvliegtuigverkeer. Startbanen werden breder en langer (3 kilometer of langer), gemaakt van asfalt of beton.

## Naam

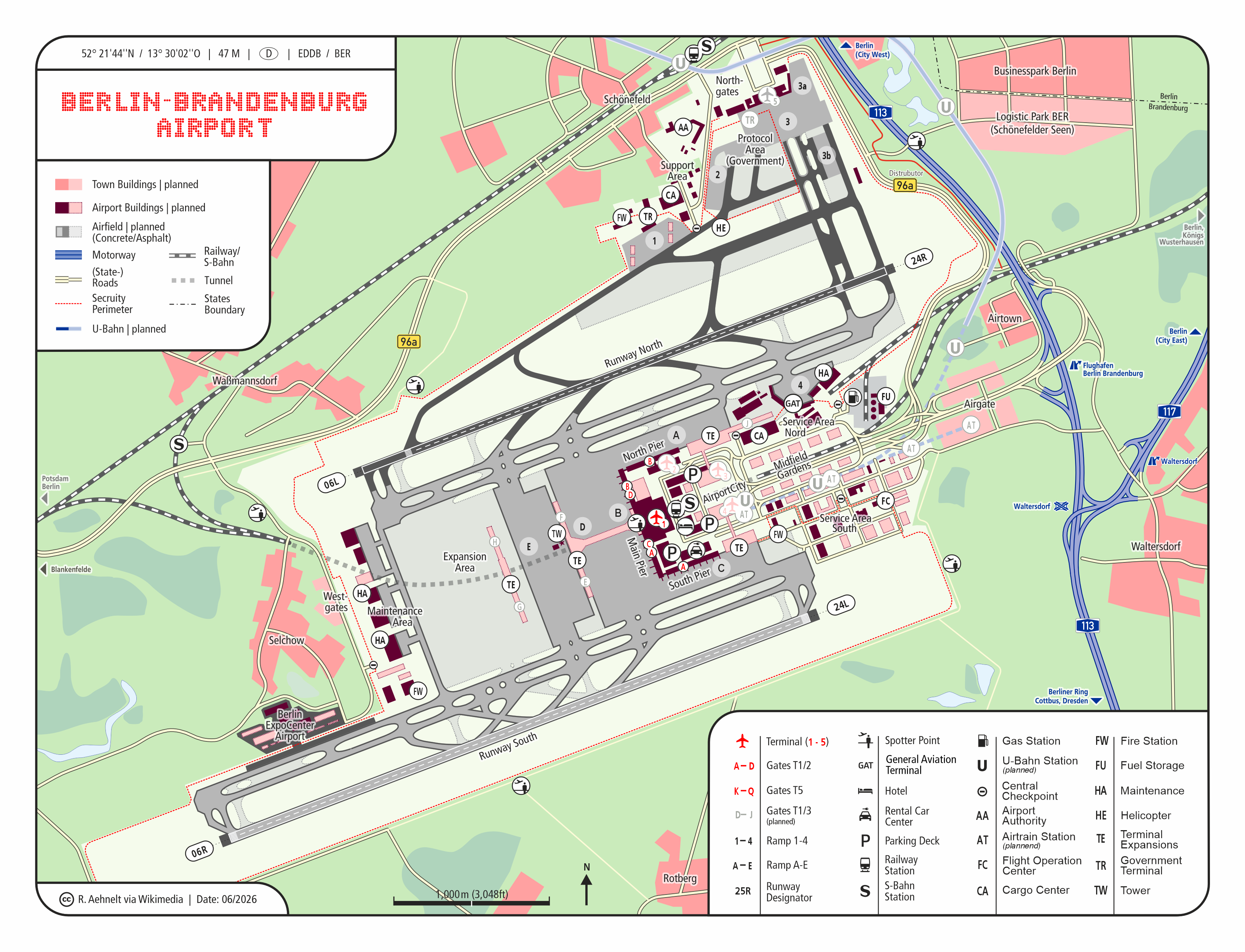
Plattegrond Flughafen Berlin Brandenburg

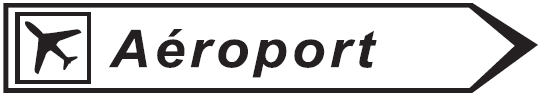
Wegwijzer naar Aéroport de Luxembourg

Vliegvelden hebben een naam om ze van andere vliegvelden te kunnen onderscheiden.
Er zijn enkele mogelijkheden:
- Het vliegveld heeft een naam van zichzelf. Een voorbeeld is Schiphol.
- Het vliegveld is genoemd naar het dorp waar het ligt. Voorbeelden: Eelde, Zaventem.
- Het vliegveld wordt aangeduid met de nabijgelegen grote stad, soms meerdere steden. Voorbeeld: Maastricht-Aachen.
- Het vliegveld is genoemd naar een bekend persoon, bijvoorbeeld een president of nationale held. Voorbeelden: Charles de Gaulle, Soekarno-Hatta. Soms worden deze namen pas in latere instantie gegeven.

In dienstregelingen, op vliegtickets en dergelijke wordt vrijwel steeds de naam van de grote stad gebruikt. Dus niet Schiphol maar Amsterdam, niet Eelde maar Groningen. De naam van het vliegveld wordt alleen vermeld als een stad meer dan één vliegveld heeft, zoals London Heathrow.
De naam van het vliegveld of dorp raakt vaak in vergetelheid, wordt beschouwd als niet officieel bestaand of als de voormalige naam. Voorbeeld is de naam Zestienhoven, die officieel niet meer wordt gebruikt: dat vliegveld heet sinds
2010 Rotterdam The Hague Airport.
Ook komt het voor dat een vliegveld met alle namen wordt aangeduid, zoals Groningen Airport Eelde, wellicht om te vermijden dat men denkt dat Groningen niet hetzelfde vliegveld is als Eelde.
Zoals gezegd zijn sommige vliegvelden naar twee of meer steden genoemd: Münster-Osnabrück, Maastricht-Aachen, Basel-Mulhouse-Freiburg. Het betreft dan bijvoorbeeld steden aan weerszijden van een internationale grens. Dit maakt het mogelijk, afhankelijk van de bestemming, een specifiek bilateraal luchtvaartverdrag te gebruiken. Voor vluchten volledig binnen de EU is dat niet meer van belang. Een vlucht naar Basel-Mulhouse-Freiburg kan naar behoefte als een vlucht naar Zwitserland, Frankrijk of Duitsland geregistreerd worden.
Het Ierse vliegveld Shannon is naar een rivier genoemd, die later ook de naam van een dorp werd. Ook in dienstregelingen wordt deze naam gebruikt.
Op de Canarische eilanden zijn de vliegvelden naar de eilanden genoemd. Zo ligt dus bij de stad Las Palmas de Gran Canaria het vliegveld Aeropuerto de Gran Canaria.

## Faciliteiten

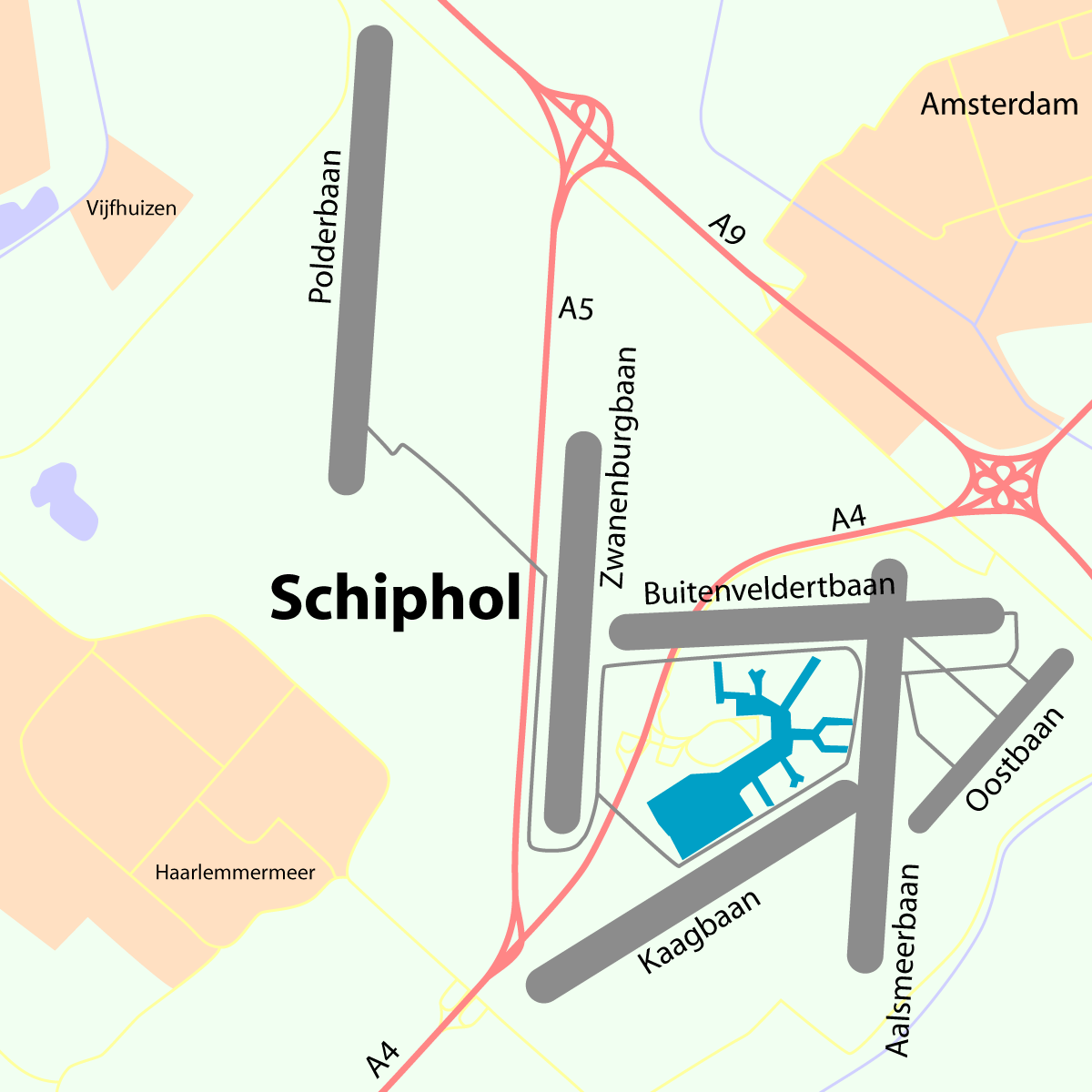
Luchthaven Schiphol: overzicht van de startbanen

Het verschilt per vliegveld hoeveel faciliteiten en mogelijkheden er zijn, zoals het aantal startbanen, hangars, vrachtopslagmogelijkheden, bagageafhandelingsfaciliteiten en, in het geval van luchthavens, andere op passagiers en vliegtuigen toegespitste voorzieningen.

### Ondersteunende diensten
Tevens zijn er een groot aantal ondersteunende en dienstverlenende afdelingen of nevenbedrijven, zoals: catering- en schoonmaakdiensten. Hierbij valt ook te denken aan: toevoer van brandstof, reparaties aan vliegtuigen en vliegtuigonderdelen, brandweer en medische diensten, politiecontrole en -bewaking, faciliteiten voor cabine- en grondpersoneel en alle administratie, management, communicatie en publiciteit.

#### Luchtverkeersleiding

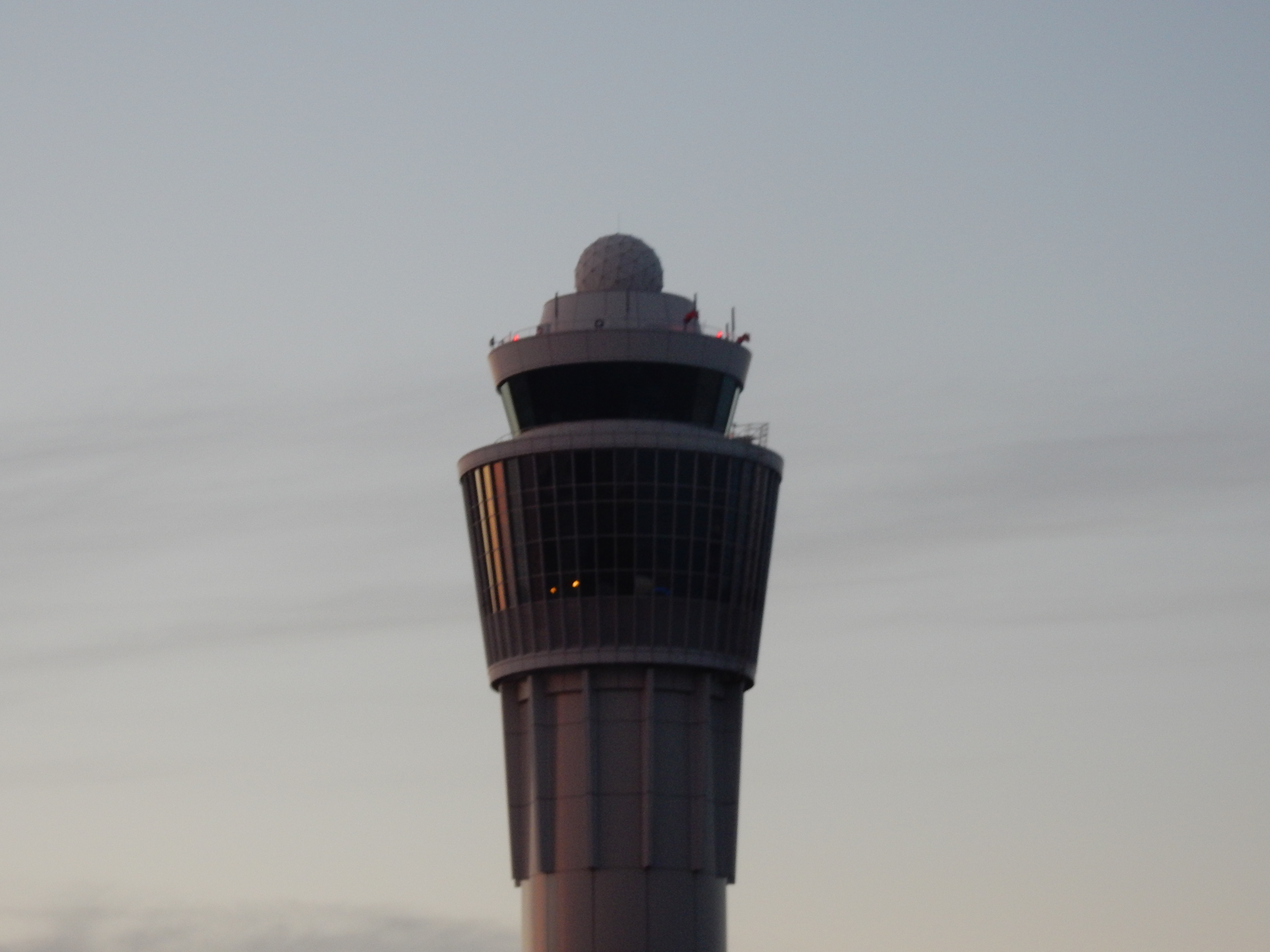
Toren van luchtverkeersleiding in China

Heel erg belangrijk is de lokale luchtverkeersleiding, de instantie die ervoor zorg draagt dat ieder vliegtuig veilig kan op stijgen of landen. Deze dienst wordt ook wel aangeduid met Tower Control, aangezien luchtverkeersleiding geschiedt vanuit een hoge toren (de verkeerstoren) waar vanuit het vliegveld rondom kan worden bekeken. Uiteraard is zo'n toren ook voorzien van veel aanvullende technologische voorzieningen.
Start- en landingsbanen die niet te zien zijn vanuit de centrale verkeerstoren, zoals bijvoorbeeld de Polderbaan op Schiphol worden voorzien van een eigen kleinere verkeerstoren. Vanuit deze toren kan de luchtverkeersleiding deze banen dan apart bedienen.

### Terminals
De grote luchthavens worden in de regel gebruikt voor internationaal verkeer en hebben naast commerciële activiteiten ook uitgebreide douane- en veiligheidsvoorzieningen. Voor de passagiers zijn er op een luchthaven doorgaans informatiebalies, wachtruimtes, horecagelegenheden, winkels, wisselkantoren en soms zelfs gebeds-/meditatie-/rustruimtes. Op grote luchthavens zijn ook reisbureaus en bureaus waar transferpassagiers een korte excursie naar de dichtbijgelegen stad kunnen boeken. Al deze ruimtes bevinden zich over het algemeen in één groot gebouw, de terminal. Zo'n terminal kan qua functies min of meer met het stationsgebouw van het spoorwegstation vergeleken worden.
Heel grote luchthavens (bijvoorbeeld Charles de Gaulle (Parijs), Changi (Singapore), Luchthaven Schiphol, Heathrow (Londen), JFK (New York) en Flughafen Zürich) beschikken soms over meerdere terminals. Tussen deze terminals is dan speciaal vervoer, vaak in de vorm van een kleine automatische metro of lightrail-trein (ook aangeduid als people mover). Soms is er ook een wandelverbinding. Het openbaar vervoer (bus, metro, trein) kan haltes of stations hebben bij elke terminal.

#### Verbinding met de vliegtuigen

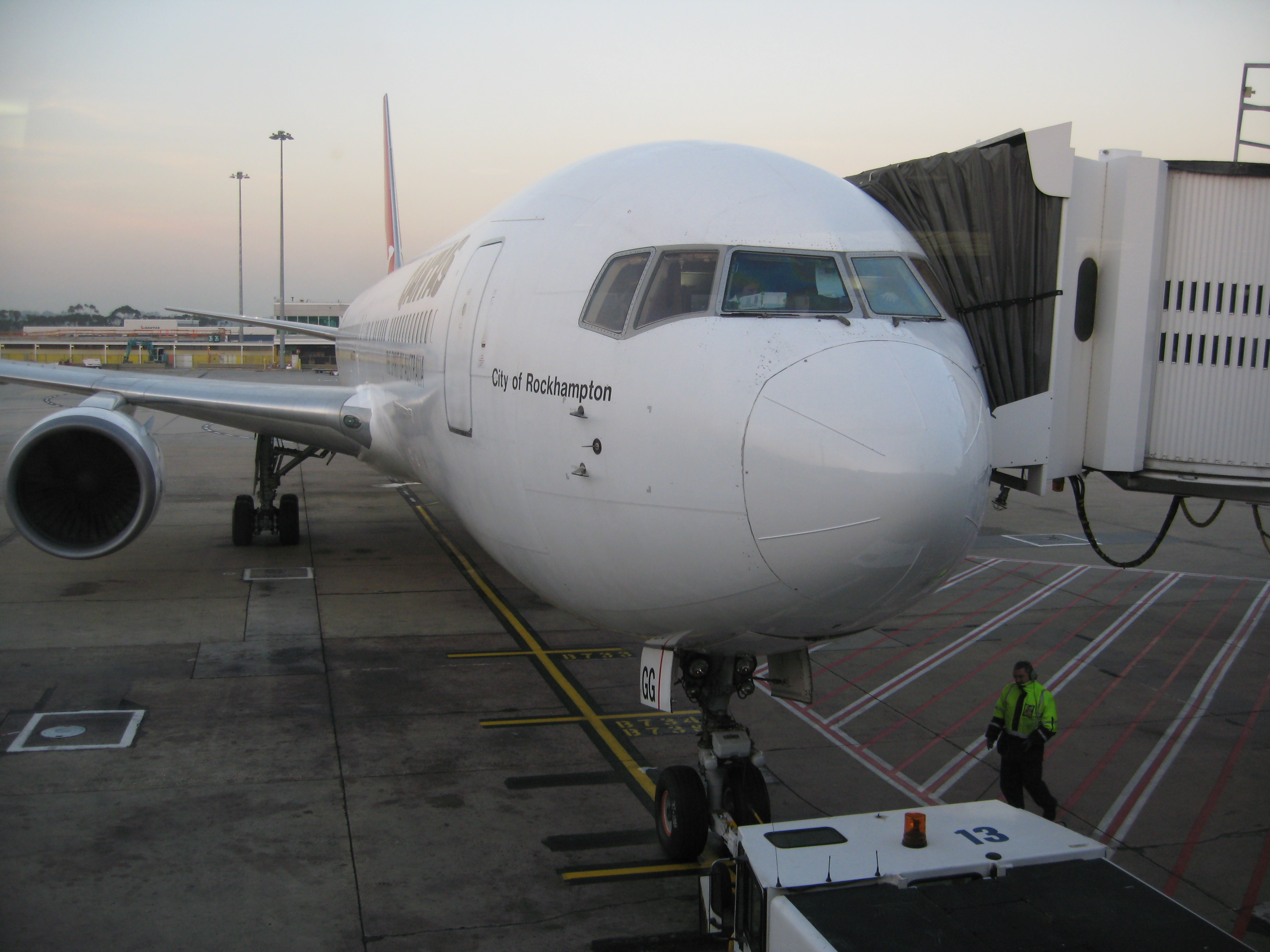
Aansluiting slurf op vliegtuig op Melbourne Airport

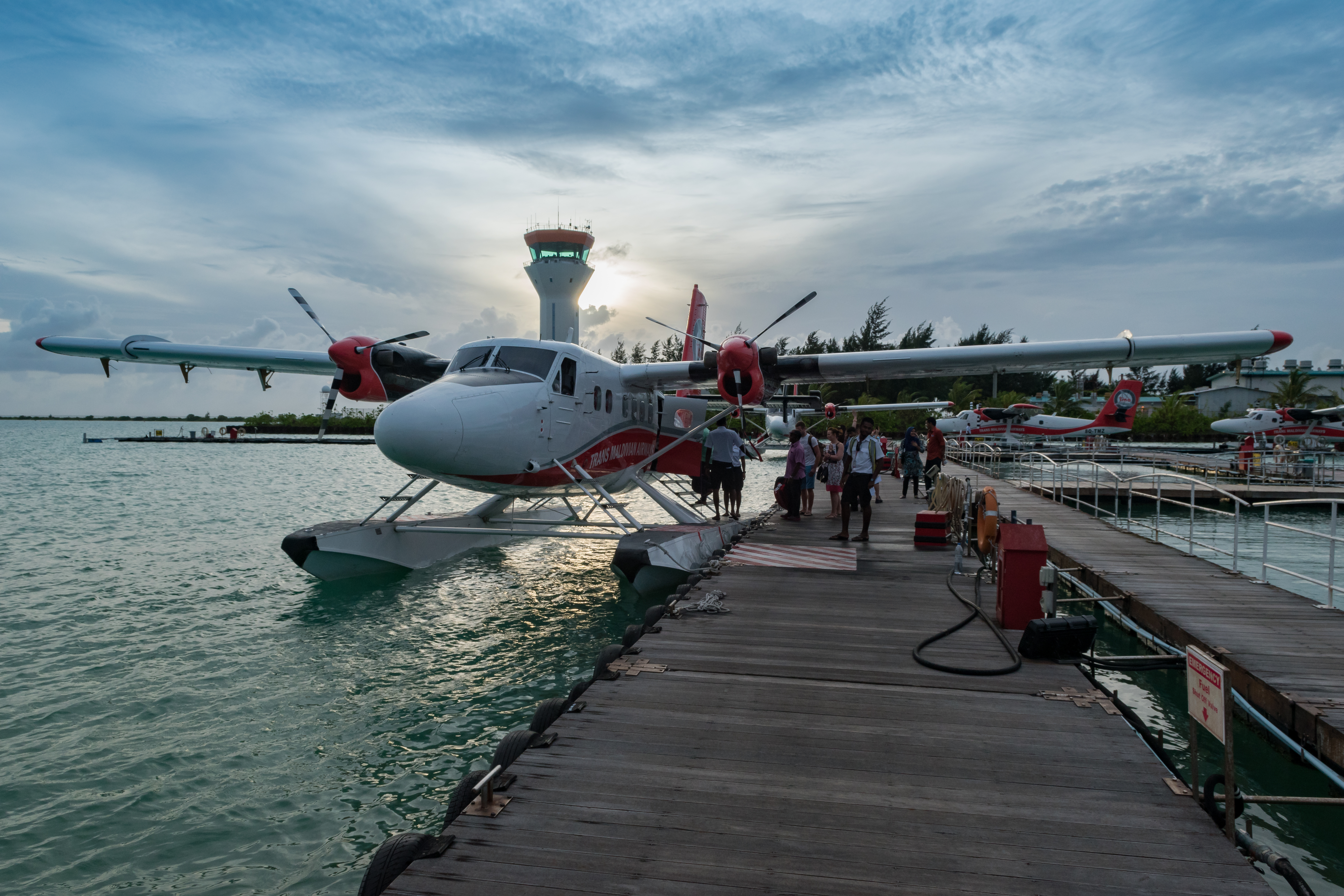
Watervliegtuig aangemeerd aan een pier

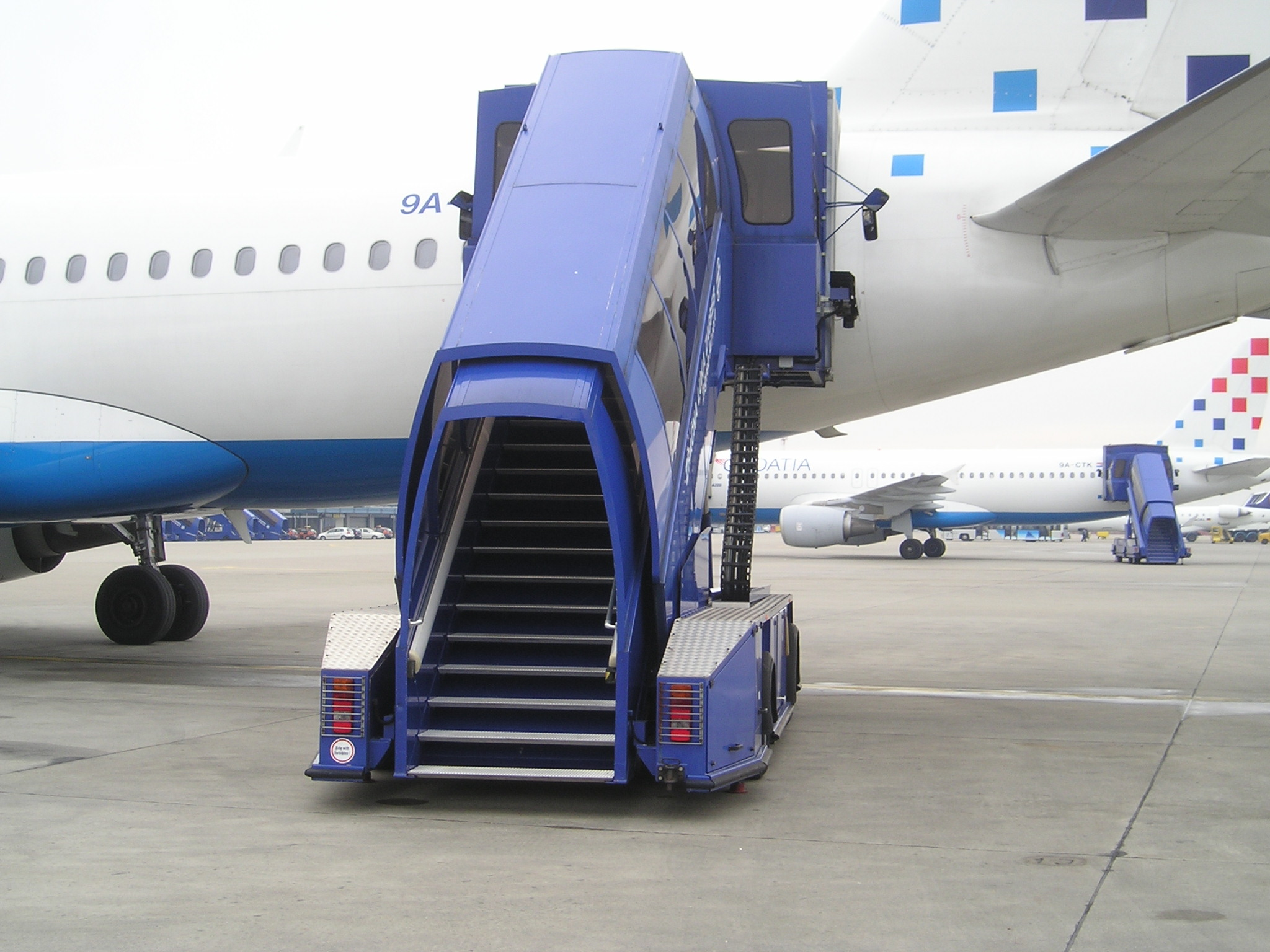
Vliegtuigtrap

Er zijn verscheidene manieren om de passagiers vanuit het terminalgebouw tot het vliegtuig te brengen. Vroeger gebeurde dat, als het vliegtuig niet vlak bij het gebouw stond, meestal met een luchthavenbus. Er worden nog weleens speciale luchthavenbussen gebouwd door verschillende firma's, al wordt het gebruik wel minder. Dergelijke bussen zijn meestal breed (om de capaciteit te verhogen); soms zelfs te breed om over de openbare weg te rijden. Het aantal zitplaatsen is klein omdat de rit vrij kort duurt. Eenmaal bij het vliegtuig aangekomen, stappen passagiers erin via een vliegtuigtrap, die meestal op een auto gemonteerd is. Als de afstand van terminal tot vliegtuig heel kort is, kan er ook voor gekozen worden passagiers onder begeleiding te voet naar de vliegtuigtrap te laten lopen.
De meeste luchthavens beschikken over pieren, waaraan de meeste vliegtuigen "aanleggen". Dan lopen de passagiers via een vliegtuigslurf vanuit het terminalgebouw naar het vliegtuig zonder buiten te komen.

#### Verbindingen naar en van de terminal
Voorzieningen voor reizen naar en van de luchthaven zijn direct op de terminal(s) aangesloten. Het gaat dan om:
- vaak één of meerdere vormen van openbaar vervoer (bussen en eventueel metro / lightrail of trein),
- taxi-standplaatsen,
- halen en brengen via de auto/eigen vervoer (zogenoemde kiss+ride-zones) en
- (pendeldienst naar) parkeerplaatsen.

Bovendien liggen op loopafstand vaak één of meerdere hotels.
Sommige luchthavens zijn met de steden verbonden door middel van ongewone transportsystemen, zoals: monorail, people mover of zelfs magneetzweeftrein.

## Bijzondere vliegvelden

### Kleinere vliegvelden
Kleinere vliegvelden zijn doorgaans alleen geschikt voor kleinere types vliegtuigen, die korte afstanden kunnen afleggen. De faciliteiten zijn navenant minder. Het allerkleinste type vliegveld is de landingsstrook, ook wel landingsstrip of airstrip genoemd. Dit is meestal niet meer dan een korte startbaan in een verder onbegaanbaar gebied. De startbaan is meestal onverhard (bijvoorbeeld gras of gravel), er is weinig verkeer en er wordt "op zicht" (VFR) gevlogen, soms zonder radioprocedures.

### Militair vliegveld
De Marine Luchtvaartdienst gebruikt het begrip vliegkamp voor zijn marinebasis. Het enig overgebleven vliegkamp in Nederland is het Vliegveld De Kooy.

### Landing op water
Incidenteel worden oppervlakten op het water specifiek ingericht ten behoeve van vliegverkeer met watervliegtuigen.
Een voorbeeld in België is Hydrobase de l'eau d'Heure, op het gelijknamige meren-complex.
Als er ook sprake is van passagiersvluchten is de infrastructuur verbonden met een terminal, zoals ook op reguliere luchthavens het geval is. Dergelijke vliegvelden zijn bijvoorbeeld te vinden in Italië en Kroatië.

## Landzijde en luchtzijde

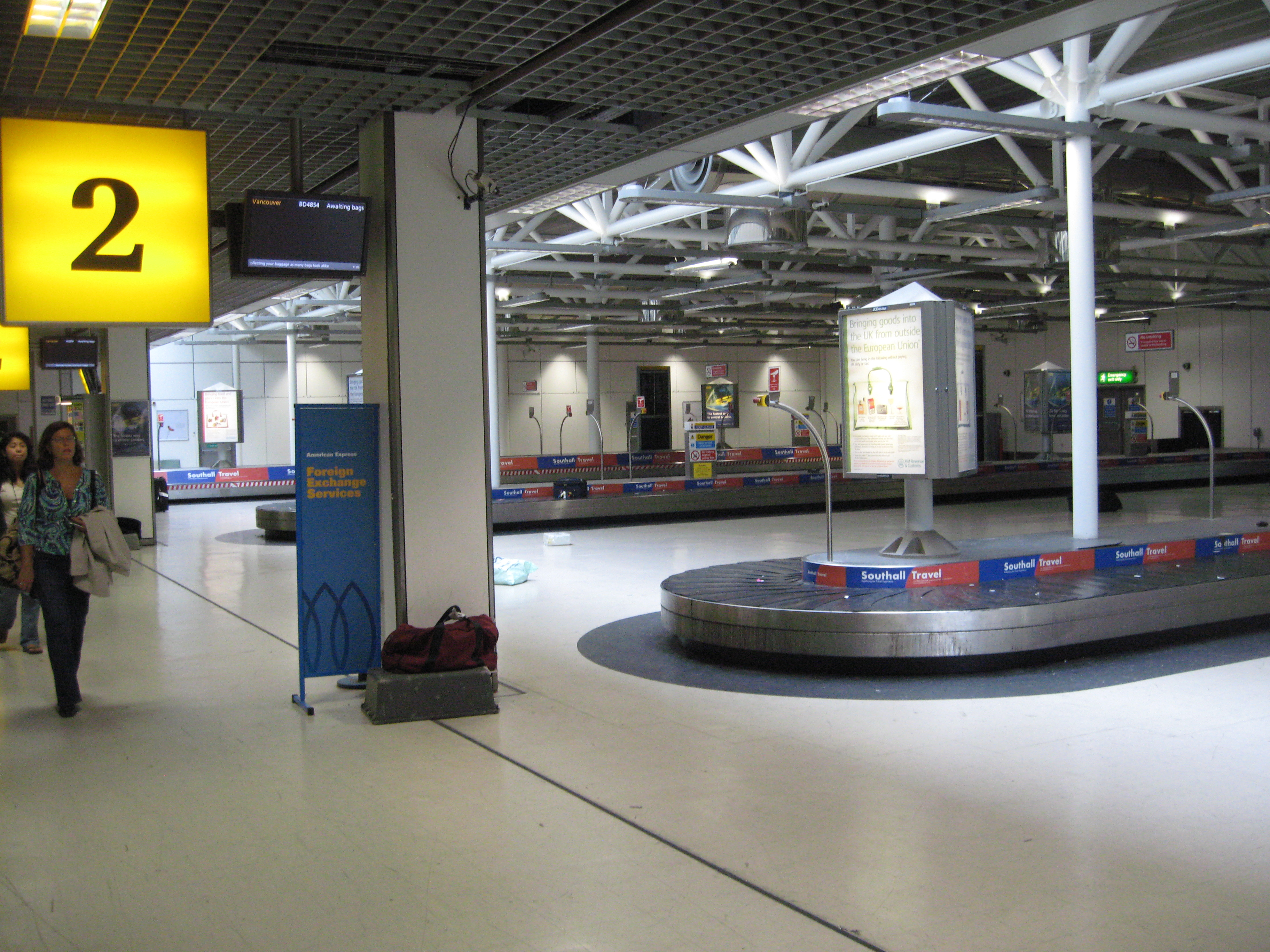
Bagagehal op Londen Heathrow

Luchthavens zijn doorgaans onderverdeeld in twee strikt gescheiden zones: de landzijde (landside) en luchtzijde (airside). De landzijde omvat alle gebieden en ruimtes van de luchthaven en het terminalgebouw die openbaar toegankelijk zijn voor al het publiek, zoals: de incheckbalies, openbaar vervoer, de parkeergarages, de kiss+ride-zones, een eventueel een panoramadek. De luchtzijde omvat de gebieden die (afgezien van luchthavenpersoneel) alleen toegankelijk zijn voor reizigers die vertrekken of aankomen met het vliegtuig, of overstappen van de ene naar de andere vlucht. Dit zijn onder andere de pieren en de gates en de taxfreeshoppingcentra.
Reizigers die van de landzijde naar de luchtzijde gaan, moeten in het bezit zijn van een geldige instapkaart en een identiteitsbewijs of reisdocument. Zij gaan eerst door een securitycheckpoint, waar de handbagage en de passagier worden gecontroleerd op verboden voorwerpen. Na de securitycheck volgt voor reizigers die het Schengengebied verlaten nog de paspoortcontrole, in Nederland uitgevoerd door de Koninklijke Marechaussee. Daarna lopen ze in vrijwel alle gevallen het taxfreeshoppingcentrum aan de luchtzijde binnen. Het spreekt vanzelf dat Schengen- en niet-Schengen-reizigers elk hun eigen shoppingcentra, pieren en gates hebben, zodat ze niet bij elkaar kunnen komen. Reizigers die overstappen tussen een Schengen-vlucht en een niet-Schengen-vlucht hoeven doorgaans alleen nog door de paspoortcontrole om de andere zone te betreden.
Voor het betreden van de luchtzijde hebben passagiers hun ruimbagage al ingecheckt en afgegeven. Via de zogenoemde bagagehal wordt deze door personeel naar het goede vliegtuig gebracht.
Aankomende reizigers gaan van de luchtzijde naar de landzijde. Dit gebeurt via speciale eenrichtingssluizen: een doorgang met een aantal achter elkaar geplaatste deuren die de reiziger in slechts één richting kan passeren. Op die manier is het onmogelijk om via deze route de luchtzijde te betreden zonder langs een securitycheckpoint te gaan: de achter elkaar geplaatste deuren voorkomen dat mensen naar binnen kunnen glippen op het moment dat een aankomende reiziger de sluis passeert. Bij deze eenrichtingssluizen wordt de reiziger nadrukkelijk gewaarschuwd dat men niet meer kan terugkeren, als men dit punt gepasseerd is.
Vlak voor de uitgangssluizen kan de bagage worden opgepikt in een speciaal voor reizigers toegankelijk gedeelte van de bagagehal.

## Economische betekenis

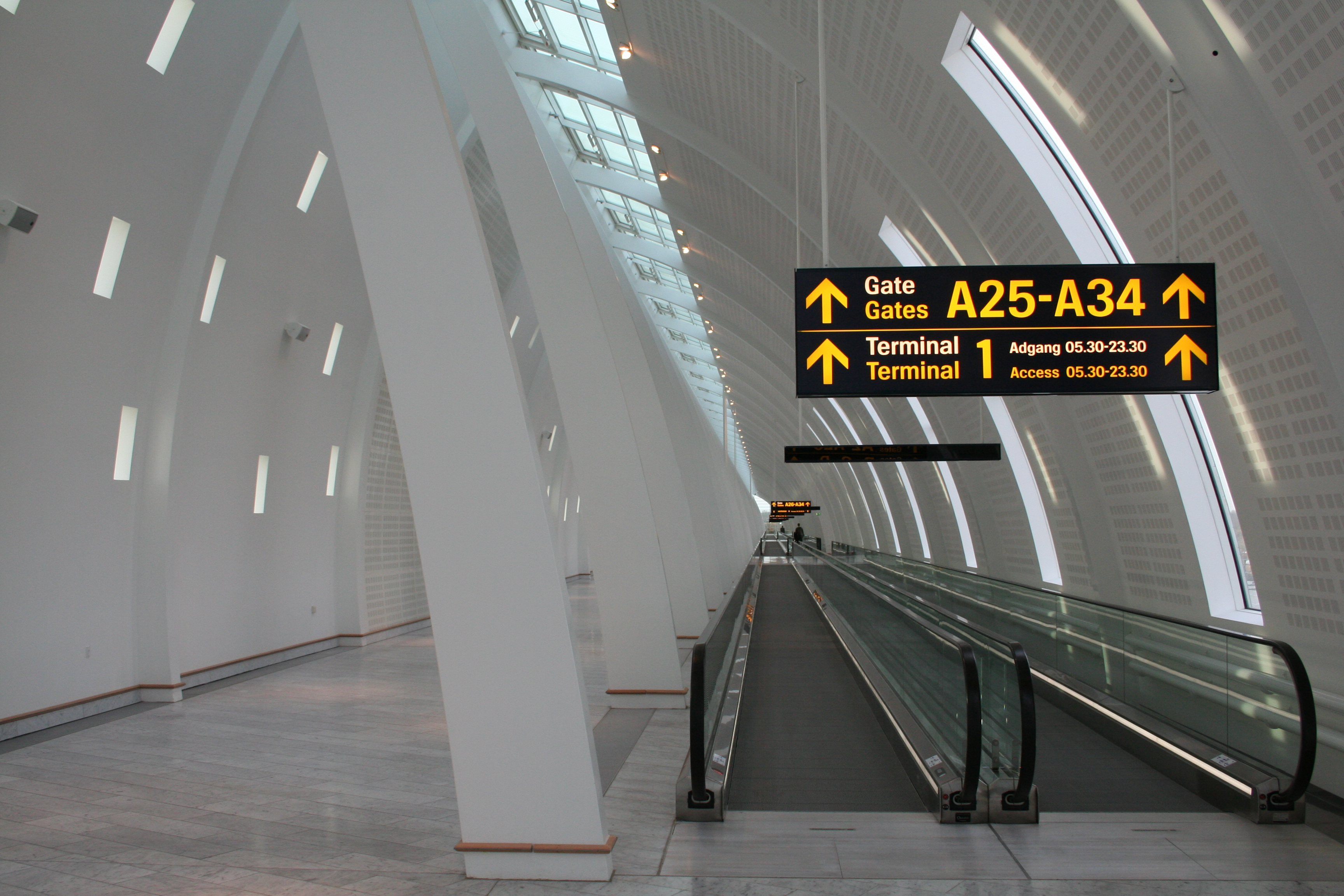
Loopband, een karakteristieke vorm van infrastructuur binnen moderne terminals, hier op Luchthaven Kopenhagen

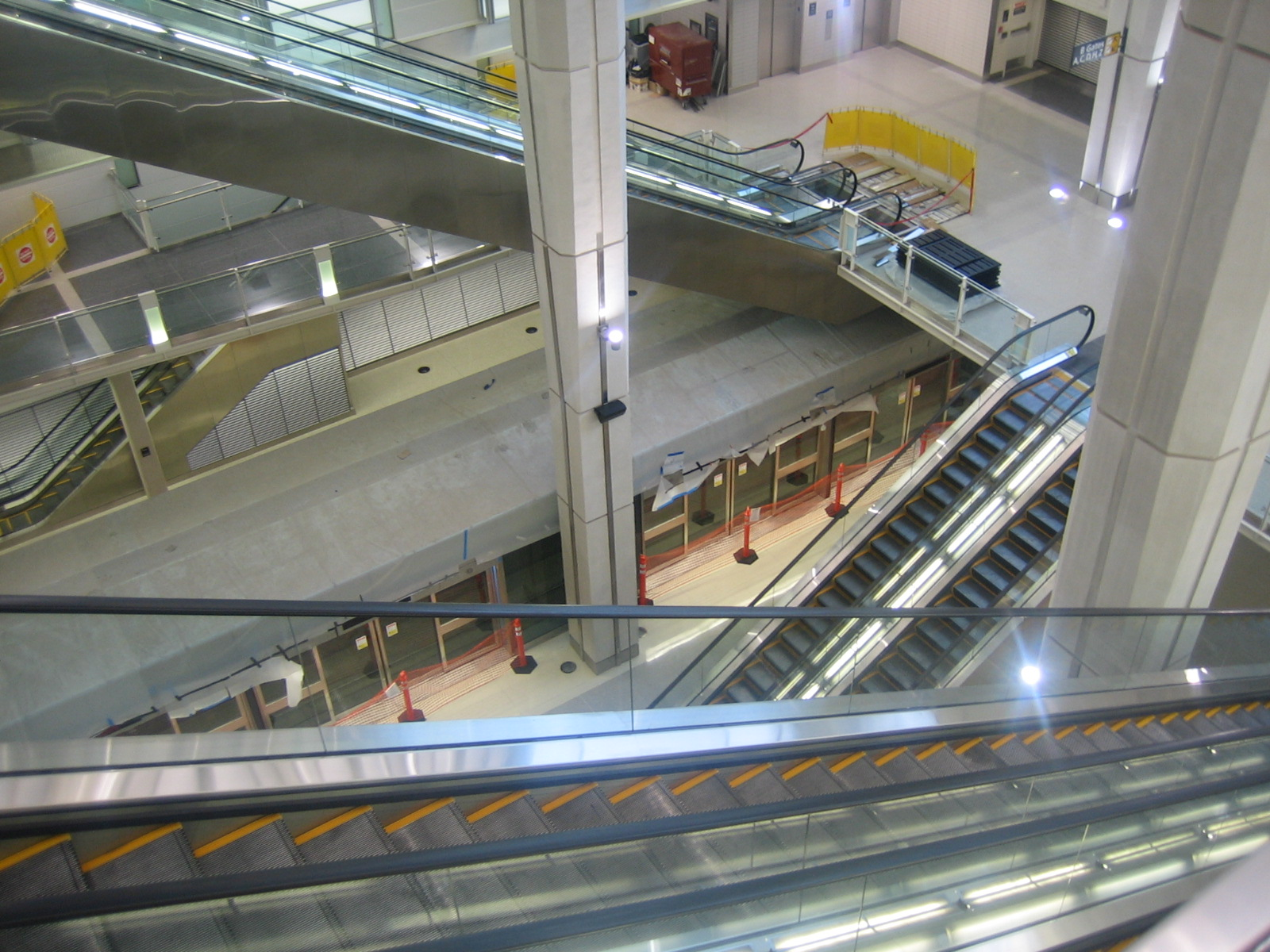
Toegang tot People mover AeroTrain op Internationale luchthaven Washington Dulles

Naarmate luchthavens gedurende de 20e eeuw steeds groter werden, groeide ook de economische betekenis. Zeker grotere luchthavens zijn aan het einde van de 20e en het begin van de 21e eeuw belangrijke ondernemingen welke zorgen of bijdrage aan het bestaansrecht van veel toeleverende bedrijven. Behalve dat luchthavens het werk van luchtvaartmaatschappijen mogelijk maken en ook zorgen voor vestiging van lokale maatschappijen, valt hierbij natuurlijk te denken aan alle dienstverlenende bedrijven in en rond de terminal(s).
Het terrein van de luchthaven en de directe omgeving bieden ook ruimte aan uiteenlopende vormen van bedrijvigheid, zoals parkeerservices, koeriers-/logistieke bedrijven en andere bedrijven op het gebied van goederentransport. Vaak wordt ook verwezen naar bedrijvigheid die zich ruimtelijk of inhoudelijk verder van het vliegveld bevindt, maar wel door de luchthaven gevoed zou worden. Ook worden luchthavens als aanjagers van innovatie gezien, onder meer op het gebied van openbaar vervoer en infrastructuur, waaronder ook het vervoer tussen terminals binnen de luchthaven (als hierboven omschreven).
De daadwerkelijke meerwaarde van luchthavens is niet onomstreden, vooral milieu-organisaties plaatsen kanttekeningen bij de economische belangen. (Zie ook hieronder)

## Geluidsoverlast en milieuverontreiniging
Tegenover de economische belangen stellen diverse organisaties de nadelen van (uitbreiding van) luchthavens. Hierbij gaat het feitelijk meestal niet om de terreinen zelf, maar om het vliegverkeer waarvoor deze natuurlijk in de eerste plaats bedoeld zijn. Er zijn vooral bezwaren op twee gebieden, namelijk betreffende de geluidsoverlast voor omwonenden en de milieuverontreiniging die het verkeer van vliegtuigen met zich meebrengt.
Voor een verdere omschrijving van deze effecten, zie het artikel over luchtvaart.

## Nederland
Vliegvelden in Nederland zijn:
| Locatie                    | ICAO | IATA | Naam + eventuele opmerkingen                                                                                            |
| -------------------------- | ---- | ---- | --- |
| Ameland                    | EHAL |      | Ameland Airport Ballum                                                                                                  |
| Den Helder                 | EHKD | DHR  | Vliegveld De Kooy |
| Ede / Arnhem               | EHDL |      | Vliegbasis Deelen |
| Drachten                   | EHDR |      | Vliegveld Drachten |
| Eindhoven                  | EHEH | EIN  | Vliegbasis Eindhoven |
| Gilze en Rijen             | EHGR | GLZ  | Vliegbasis Gilze-Rijen                                                                                                  |
| Eelde / Groningen          | EHGG | GRQ  | Groningen Airport Eelde                                                                                                 |
| Hilversum                  | EHHV |      | Hilversum Airport |
| Hoogeveen                  | EHHO |      | Vliegveld Hoogeveen |
| Budel                      | EHBD |      | Kempen Airport |
| Leeuwarden                 | EHLW | LWR  | Vliegbasis Leeuwarden                                                                                                   |
| Lelystad                   | EHLE | LEY  | Lelystad Airport |
| Beek / Maastricht / Aken   | EHBK | MST  | Maastricht Aachen Airport                                                                                               |
| Middelburg                 | EHMZ |      | Vliegveld Midden-Zeeland                                                                                                |
| Winschoten                 | EHOW |      | Vliegveld Oostwold |
| Rotterdam                  | EHRD | RTM  | Rotterdam The Hague Airport (voorheen vliegveld Zestienhoven en Rotterdam Airport)                                      |
| Haarlemmermeer / Amsterdam | EHAM | AMS  | Luchthaven Schiphol |
| Bosschenhoofd / Hoeven     | EHSE |      | Breda International Airport (voorheen vliegveld Seppe en Seppe Airport)                                                 |
| Sint Eustatius             | TNCE | EUX  | F.D. Roosevelt Airport                                                                                                  |
| Soesterberg / Utrecht      | EHSB | UTC  | Vliegbasis Soesterberg                                                                                                  |
| Terlet                     | EHTL |      | Vliegveld Terlet, (alleen zweefvliegen)                                                                                 |
| Teuge / Apeldoorn / Twello | EHTE |      | Vliegveld Teuge |
| Texel                      | EHTX |      | Vliegveld Texel |
| Enschede                   | EHTW | ENS  | Vliegbasis Twenthe / Twente Airport (zowel militaire basis als burgerluchtvaart)                                        |
| Katwijk / Wassenaar        | EHVB | LID  | Vliegkamp Valkenburg alleen zweef- en modelvliegen (tot januari 2008; voorheen militaire basis, gesloten per juni 2006) |
| Uden / Volkel              | EHVK | UDE  | Vliegbasis Volkel |
| Woensdrecht                | EHWO | WOE  | Vliegbasis Woensdrecht / Woensdrecht                                                                                    |
| Venlo                      |      |      | TrafficPort Venlo |

## België

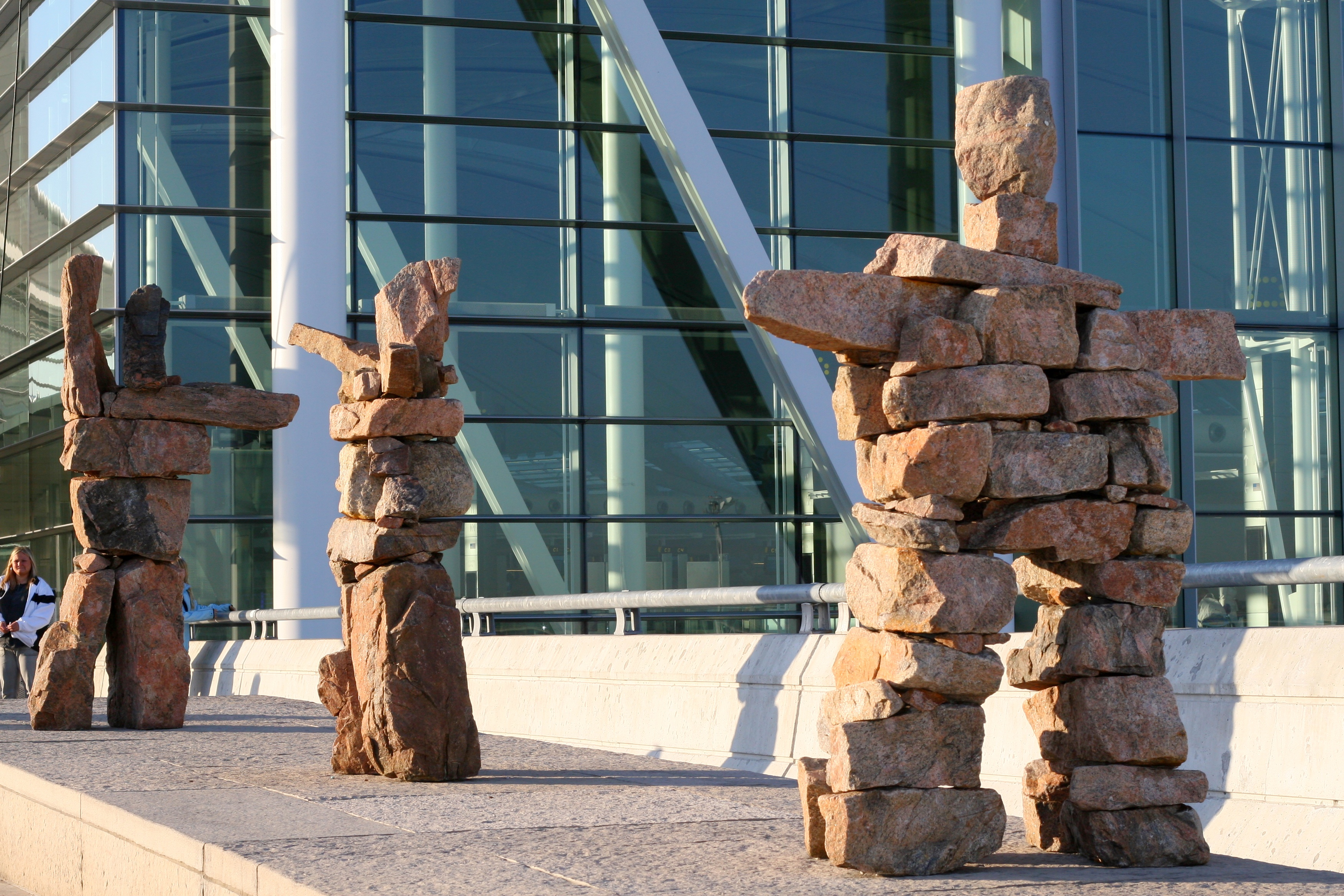
Kunstwerk Inuksuit op Toronto Pearson

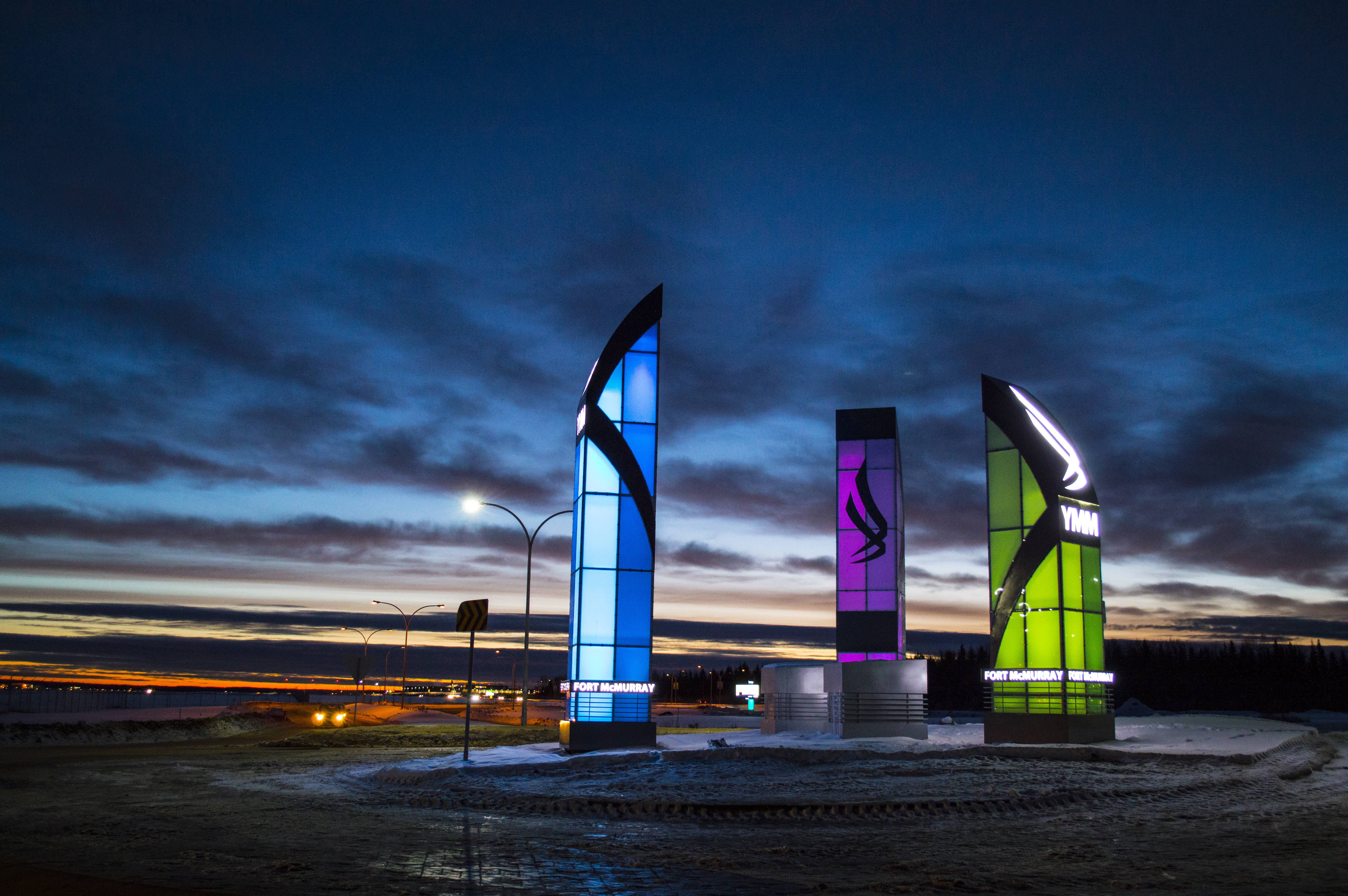
Kunstwerk Light Towers Internationale luchthaven Fort McMurray

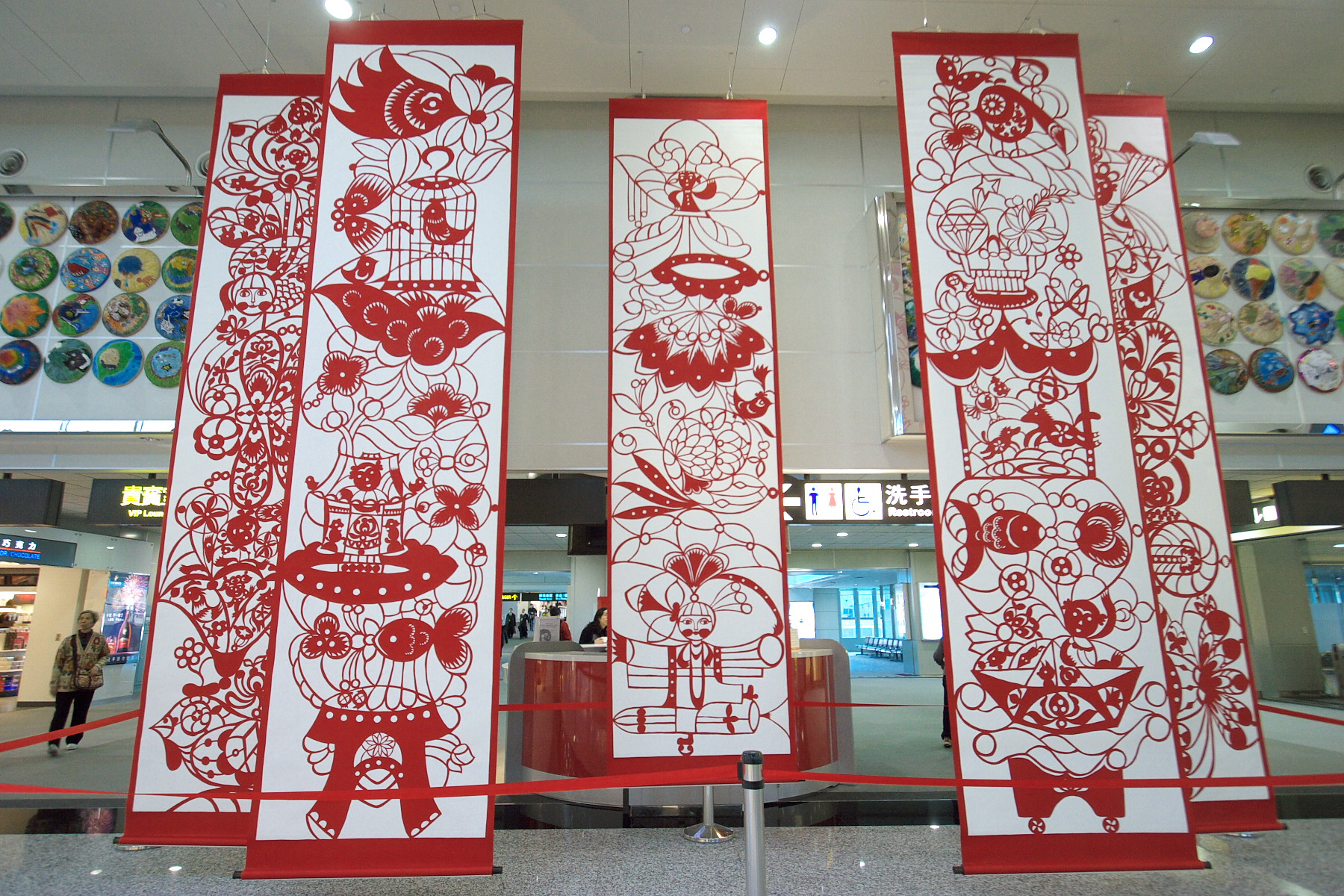
Kunst op Internationale luchthaven Taiwan Taoyuan

Vliegvelden in België zijn:
| Locatie                            | ICAO                               | IATA                               | Naam                                                                            |
| Civiele luchthavens en vliegvelden | Civiele luchthavens en vliegvelden | Civiele luchthavens en vliegvelden | Civiele luchthavens en vliegvelden                                              |
| ---------------------------------- | ---------------------------------- | ---------------------------------- | ------------------------------------------------------------------------------- |
| Antwerpen / Deurne                 | EBAW                               | ANR                                | Internationale Luchthaven Antwerpen (Antwerp International Airport)             |
| Balen                              | EBKH                               |                                    | Vliegveld Keiheuvel                                                             |
| Brasschaat                         | EBBT                               |                                    | Vliegveld Brasschaat                                                            |
| Brussel / Zaventem                 | EBBR                               | BRU                                | Brussels Airport                                                                |
| Charleroi                          | EBCI                               | CRL                                | Brussels South Charleroi Airport                                                |
| Doornik                            | EBTY                               |                                    | Maubray Airport                                                                 |
| Genk                               | EBZW                               |                                    | Vliegveld Zwartberg                                                             |
| Grimbergen                         | EBGB                               |                                    | Vliegveld Grimbergen (Grimbergen Airfield)                                      |
| Hasselt / Kiewit                   | EBZH                               |                                    | Vliegveld Kiewit                                                                |
| Hoevenen                           | EBHN                               |                                    | Vliegveld Hoevenen                                                              |
| Kortrijk / Wevelgem                | EBKT                               | KJK                                | Internationale Luchthaven Kortrijk-Wevelgem                                     |
| Leopoldsburg / Beverlo             | EBLE                               |                                    | Vliegveld Leopoldsburg                                                          |
| Luik                               | EBLG                               | LGG                                | Liege Airport                                                                   |
| Moorsele                           | EBMO                               |                                    | Luchthaven Moorsele                                                             |
| Namen                              | EBNM                               |                                    | Vliegveld Namen                                                                 |
| Oostende / Brugge                  | EBOS                               | OST                                | Internationale Luchthaven Oostende-Brugge (Ostend-Bruges International Airport) |
| Oostmalle                          | EBZR                               |                                    | Vliegveld Oostmalle                                                             |
| Saint-Ghislain                     | EBSG                               |                                    | Vliegveld Saint-Ghislain                                                        |
| Saint-Hubert                       | EBSH                               |                                    | Vliegveld Saint-Hubert                                                          |
| Sint-Truiden / Brustem             | EBST                               |                                    | Vliegbasis Brustem (Limburg Regional Airport)                                   |
| Spa                                | EBSP                               |                                    | Aérodrome de Spa-La Sauvenière                                                  |
| Theux                              | EBTX                               |                                    | Vliegveld Verviers-Theux                                                        |
| Zutendaal                          | EBSL                               |                                    | Vliegbasis Zutendaal                                                            |
| Militaire vliegbases               |                                    |                                    |                                                                                 |
| Bevekom (Beauvechain)              | EBBE                               |                                    | Vliegbasis Bevekom                                                              |
| Bertrix                            | EBBX                               |                                    | Vliegbasis Jehonville                                                           |
| Brussel                            | EBMB                               |                                    | Melsbroek Air Base (valt grotendeels samen met EBBR)                            |
| Chièvres                           | EBCV                               |                                    | Vliegbasis Chièvres (U.S. Air Force)                                            |
| Florennes                          | EBFS                               |                                    | Vliegbasis Florennes                                                            |
| Goetsenhoven                       | EBTN                               |                                    | Vliegveld Goetsenhoven                                                          |
| Kleine-Brogel                      | EBBL                               |                                    | Vliegbasis Kleine-Brogel                                                        |
| Koksijde                           | EBFN                               |                                    | Vliegbasis Koksijde (SAR Noordzee-Sea King)                                     |
| Saint-Hubert                       | EBSU                               |                                    | Vliegbasis Saint-Hubert                                                         |
| Ursel                              | EBUL                               |                                    | Vliegveld Ursel                                                                 |
| Weelde                             | EBWE                               |                                    | Vliegveld Weelde                                                                |

1. 1 2 3 4  Wordt ook (beperkt) gebruikt voor recreatief burgerverkeer.

## Video
- Internationale luchthaven Moskou-Sjeremetjevo